# سيرج هوفي
سيرج هوفي (بالإنجليزية: Serge Hovey)‏ هو مختص في الموسيقى العرقية ‏ وملحن أمريكي، ولد في 1920، وتوفي في 1989.

## روابط خارجية
- سيرج هوفي على موقع IMDb (الإنجليزية)